# Oskar Werner
Oskar Werner, geboren als Oskar Josef Schließmayer (Wenen, 13 november 1922 - Marburg, 23 oktober 1984), was een Oostenrijks acteur. Hij werd in 1966 genomineerd voor zowel een Oscar, een Golden Globe als een BAFTA Award voor zijn hoofdrol als Dr. Wilhelm 'Willi' Schumann in de dramafilm Ship of Fools. Datzelfde jaar won hij daadwerkelijk de Golden Globe voor beste bijrolspeler voor de dramafilm The Spy Who Came in from the Cold, wat hem ook zijn tweede nominatie voor een BAFTA Award opleverde. Werner werd in 1977 nogmaals voor de Golden Globe voor beste bijrolspeler genomineerd voor zijn laatste film, het oorlogsdrama Voyage of the Damned.

## Levensloop
Werner was als jongen zo geïnteresseerd in de wereld van het acteren dat zijn vader hem in de jaren '30 aan wat naamloze rolletjes in Duitstalige films hielp. Op zijn achttiende werd hij toegelaten tot het toneelgezelschap van het Burgtheater, waarmee hij onder meer Hamlet, Henry IV, en Henry V speelde. Na de Tweede Wereldoorlog kreeg Werner zijn eerste 'echte' filmrol, als Hermann Alt in het historische drama Der Engel mit der Posaune (1948), die zowel Duits- als Engelstalig (als Angel With a Trumpet) werd uitgebracht. Zijn Amerikaanse debuut volgde in 1951, als Karl 'Happy' Maurer in Decision Before Dawn.
Werner bracht de laatste jaren van zijn leven vooral door in zijn huis in Liechtenstein. In oktober 1984 verbleef hij in een hotel in Duitsland om een lezing te geven bij een toneelvereniging, maar zegde zijn afspraak af omdat hij zich niet lekker voelde. De volgende morgen werd hij dood aangetroffen in zijn kamer, gestorven aan de gevolgen van een hartinfarct.

## Filmografie
- Voyage of the Damned (1976)
- The Shoes of the Fisherman (1968)
- Interlude (1968)
- Fahrenheit 451 (1966)
- The Spy Who Came in from the Cold (1965)
- Ship of Fools (1965)
- Torquato Tasso (1964, televisiefilm)
- Venusberg (1963, stem)
- Jules et Jim (1962)
- Ein gewisser Judas (1958, televisiefilm)
- Lola Montès (1955)
- Mozart (1955)
- Spionage (1955)
- Der letzte Akt (1955)
- Decision Before Dawn (1951)
- Ein Lächeln im Sturm (1951)
- The Wonder Kid (1951)
- Ruf aus dem Äther (1951)
- Das gestohlene Jahr (1951)
- The Angel with the Trumpet (1950)
- Eroica (1949)
- Der Engel mit der Posaune (1948)
- Dossier Libussa (1939)
- Hotel Sacher (1939)
- Geld fällt vom Himmel (1938)

## Privé
Werner trouwde in 1944 met Elisabeth Kallina, met wie hij in 1944 dochter Elinore kreeg. Het huwelijk liep in 1952 stuk. Werners tweede huwelijk met Ann Power duurde van 1954 tot en met 1968. In de tussentijd kreeg hij in 1966 zoon Felix met het Amerikaanse model Diane Anderson.
- Biblioteca Nacional de España: XX1108815
- Bibliothèque nationale de France: cb13951452r (data)
- Catàleg d'autoritats de noms i títols de Catalunya: 981058518024906706
- Gemeinsame Normdatei: 118767186
- International Standard Name Identifier: 0000 0000 6302 3251
- Library of Congress Control Number: n86140227
- MusicBrainz: ecdf44b3-8b9f-4d47-83da-cef119d9ead4
- Nationale Bibliotheek van Tsjechië: xx0156062
- Nationale Bibliotheek van Israël: 987007337139105171
- Nationale Bibliotheek van Polen: a0000001154305
- SNAC: w6862kgf
- Système universitaire de documentation: 058858385
- Trove: 1144840
- Virtual International Authority File: 51881056
- WorldCat: E39PBJcBRCwVVd7XHQrBTkvT73